# Arninge
Arninge är tätort och en stadsdel i nordöstra delen av Täby kommun, Stockholms län. Stadsdelen gränsar i öster till Österåkers kommun, i norr till Vågsjö och Löttingelund, i söder till Rönninge. Arninge är främst ett handels- och industriområde.

## Historia
Arninges historia sträcker sig långt tillbaka till järnåldern, då havsnivån var betydligt högre än idag och Arninge var ett innanhav med skärgårdsliknande natur. Än idag finner man synliga spår i form av gravhögar och en liten försvarsmur (fornborg) som fortfarande syns. En del gravar är dock bortschaktade. Man kan fortfarande se spår av havsvikar med kala klippor och sjönära växter (vass).
På 1930–1940-talet byggde militären bunkrar i Arninge som en del av försvaret, den så kallade korvlinjen varav en finns bevarad. I mitten av 1940-talet utgjorde Arninge ett alternativ till ny förläggningsplats till Stockholms luftvärnsregemente.
Namnet var länge synonymt med dåvarande Bra stormarknad, senare B&W, och var med i SVT på 1990-talet när ett avsnitt av humorserien Nilecity utspelade sig i stormarknaden och på dess parkering.
En omfattande bostadsbebyggelse påbörjades på 2010-talet i området. Ullna strand och Hägerneholm kallas två framväxande bostadsområden. SCB har från och med 2015 definierat en ny tätort för dessa bebyggelser med namnet Arninge.

### Befolkningsutveckling
| Befolkningsutvecklingen i Arninge 2015–2020 | Befolkningsutvecklingen i Arninge 2015–2020 | Befolkningsutvecklingen i Arninge 2015–2020 | Befolkningsutvecklingen i Arninge 2015–2020 | Befolkningsutvecklingen i Arninge 2015–2020 |
| ------------------------------------------- | ------------------------------------------- | ------------------------------------------- | ------------------------------------------- | ------------------------------------------- |
|                                             |                                             |                                             |                                             |                                             |
| År                                          |                                             |                                             | Folkmängd                                   | Areal (ha)                                  |
| 2015                                        | 2015                                        |                                             | 295                                         | 129                                         |
| 2020                                        | 2020                                        |                                             | 1 978                                       | 163                                         |
| Anm.: Ny tätort 2015                        |                                             |                                             |                                             |                                             |

## Handelscentret
Arninge är i första hand ett industriområde och en handelsplats. På handelsområdet finns bland annat stormarknader som Willys, ICA Maxi och Stora Coop samt flera kedjor inom detaljhandeln såsom Jula, Rusta, XXL och Systembolaget.  År 2022 öppnade den amerikanska varuhuskedjan Costco sin  första butik i Sverige i Arninge.
ICA Maxi öppnade 7 maj 2025 i nya lokaler och ersatte då den tidigare ICA Kvantum-butiken.
I Arninge Industriområde har även Riksarkivet en filial, invigd i mitten på 1990-talet.

## Kollektivtrafik
Området försörjs med tåg- och busstrafik vid Arninge station som ligger vid motorvägen (E18) med ingång från köpcentret. Stationen trafikeras av Roslagsbanans linje 28 mellan Stockholms östra och Österskär. Bussterminalen trafikeras av totalt 18 busslinjer, bland annat till och från Norrtälje, Rimbo, Hallstavik, Vaxholm, Upplands Väsby och Kista.